# سارام انترتینمنت
سارام انترتینمنت (کره‌ای: 사람엔터테인먼트؛ انگلیسی: Saram Entertainment) یک شرکت سرگرمی در کره جنوبی است که توسط لی سو-یونگ در سال ۲۰۰۶ تأسیس شد. این شرکت در زمینهٔ مدیریت هنرمند و تولید فیلم تخصص دارد.